# Serbonnes
Serbonnes est une commune française située dans le département de l'Yonne en région Bourgogne-Franche-Comté.

## Géographie
Serbonnes est située dans le canton de Sergines, l'arrondissement de Sens, le département de l'Yonne et la région Bourgogne-Franche-Comté. La commune s'étend sur 9,9 km2. Entourée par les communes de Sergines, Michery, Courlon-sur-Yonne et Villemanoche et géographiquement à 15 km au Nord-Ouest de Sens la plus grande ville des environs, Serbonnes est située à 67 mètres d'altitude, la rivière Yonne qui constitue sa limite ouest représentant le principal cours d'eau de la commune.

### Climat
Pour des articles plus généraux, voir Climat de la Bourgogne-Franche-Comté et Climat de l'Yonne.
En 2010, le climat de la commune est de type climat océanique dégradé des plaines du Centre et du Nord, selon une étude du Centre national de la recherche scientifique s'appuyant sur une série de données couvrant la période 1971-2000. En 2020, Météo-France publie une typologie des climats de la France métropolitaine dans laquelle la commune est exposée à un climat océanique altéré et est dans la région climatique  Nord-est du bassin Parisien, caractérisée par un ensoleillement médiocre, une pluviométrie moyenne régulièrement répartie au cours de l’année et un hiver froid (3 °C). 
Pour la période 1971-2000, la température annuelle moyenne est de 11 °C, avec une amplitude thermique annuelle de 15,7 °C. Le cumul annuel moyen de précipitations est de 692 mm, avec 11,3 jours de précipitations en janvier et 7,5 jours en juillet. Pour la période 1991-2020, la température moyenne annuelle observée sur la station météorologique de Météo-France la plus proche, « La Brosse-Mx », sur la commune de La Brosse-Montceaux à 14 km à vol d'oiseau, est de 12,0 °C et le cumul annuel moyen de précipitations est de 652,9 mm. 
La température maximale relevée sur cette station est de 42,9 °C, atteinte le 25 juillet 2019 ; la température minimale est de −20,5 °C, atteinte le 17 janvier 1985,,. 
Les paramètres climatiques de la commune ont été estimés pour le milieu du siècle (2041-2070) selon différents scénarios d'émission de gaz à effet de serre à partir des nouvelles projections climatiques de référence DRIAS-2020. Ils sont consultables sur un site dédié publié par Météo-France en novembre 2022.

## Urbanisme

### Typologie
Au 1er janvier 2024, Serbonnes est catégorisée commune rurale à habitat dispersé, selon la nouvelle grille communale de densité à sept niveaux définie par l'Insee en 2022.
Elle est située hors unité urbaine. Par ailleurs la commune fait partie de l'aire d'attraction de Paris, dont elle est une commune de la couronne,. Cette aire regroupe 1 929 communes,.

### Occupation des sols
L'occupation des sols de la commune, telle qu'elle ressort de la base de données européenne d’occupation biophysique des sols Corine Land Cover (CLC), est marquée par l'importance des territoires agricoles (75,3 % en 2018), en diminution par rapport à 1990 (79,8 %). La répartition détaillée en 2018 est la suivante : 
terres arables (74,7 %), forêts (11,8 %), zones urbanisées (6,4 %), zones industrielles ou commerciales et réseaux de communication (4,5 %), eaux continentales (2 %), zones agricoles hétérogènes (0,5 %). L'évolution de l’occupation des sols de la commune et de ses infrastructures peut être observée sur les différentes représentations cartographiques du territoire : la carte de Cassini (XVIIIe siècle), la carte d'état-major (1820-1866) et les cartes ou photos aériennes de l'IGN pour la période actuelle (1950 à aujourd'hui).

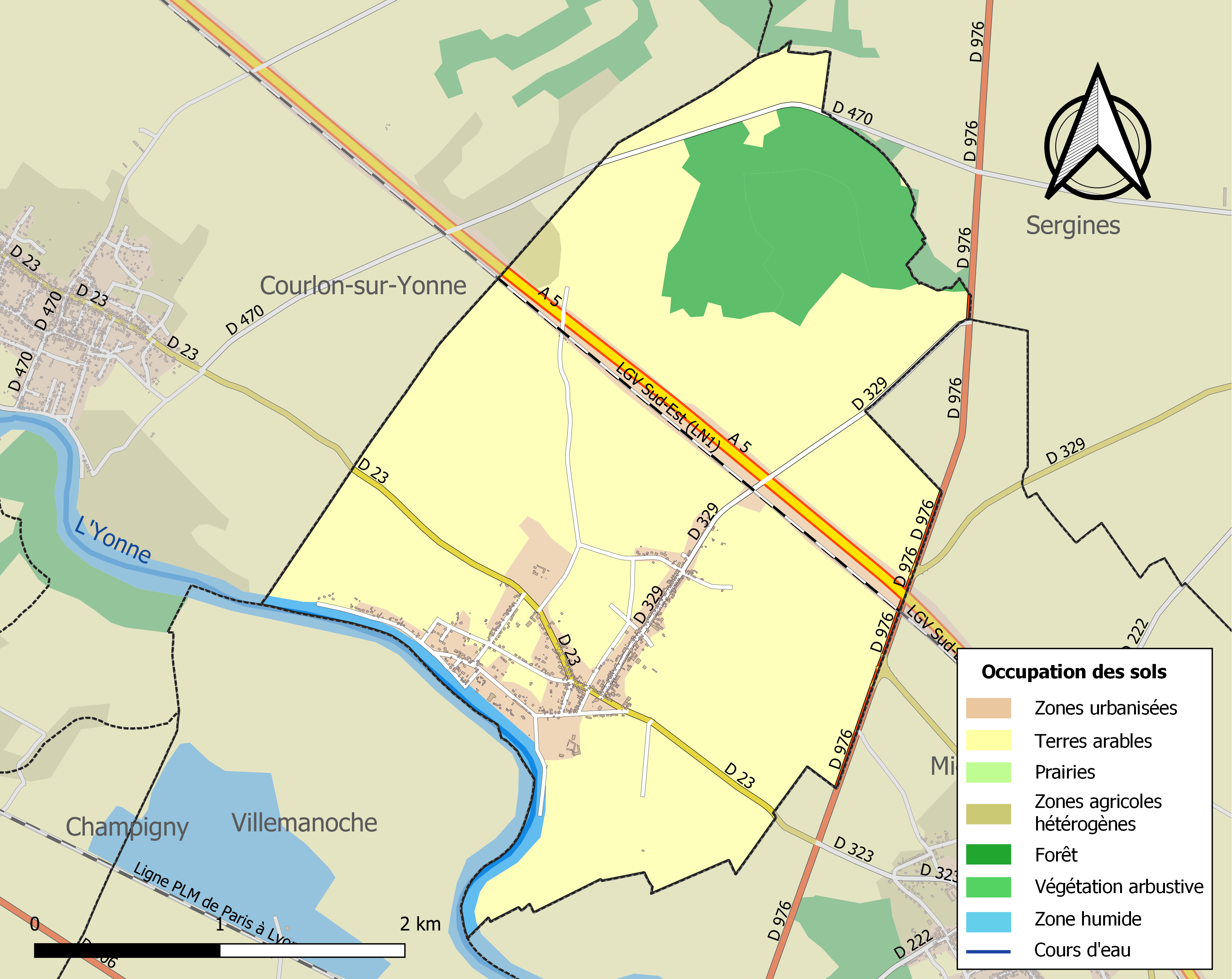
Carte des infrastructures et de l'occupation des sols de la commune en 2018 (CLC).

## Histoire
Datant de l'époque du Hallstatt, une nécropole a été découverte sur le territoire de la commune lors de fouilles archéologiques.
Serbonnes est une paroisse du diocèse de Sens.
Le moine Jacques Clément, futur régicide, nait à Serbonnes en 1567. Le 1er août 1589, il poignarde le roi Henri III au bas ventre. Il est exécuté sur place par la garde du roi. Henri III décède le lendemain, 2 août 1589, mettant fin à la dynastie des Valois et installant sur le trône Henri IV, premier des Bourbon.
À Hauterive, un château est l'enjeu d'un assaut des Anglo-Navarrais durant la guerre de Cent Ans. Son emplacement laisse supposer que ce château pouvait tenter de contrôler le commerce fluvial sur l'Yonne. Le fief sera détenu par les familles Puthomme et de Raoul.
La seigneurie de Serbonnes est détenue par la famille Brunel (de Serbonnes) depuis le début du XVIe siècle. Elle conserve son domaine malgré les drames révolutionnaires. La dernière descendante du nom, épouse du président du conseil régional Raymond Janot, s'est éteinte en 2009.
Un autre fief est détenu par la famille de Raoul sous Louis XIII. À partir de ce fief et d'autres situés sur le finage, Jehan de Raoul tente avec succès de s'emparer de la seigneurie de Thorigny. Mais pour cela, il s'endette pour participer à un véritable duel judiciaire. Décédé inopinément, il laisse à ses héritiers un montage financier instable qui affole les créanciers et provoque la ruine des siens.

## Politique et administration

### Liste des maires successifs
| Période    | Période | Identité       | Étiquette | Qualité |
| ---------- | ------- | -------------- | --------- | ------- |
| 1944       | 1947    | Louis Bassot   |           |         |
| 1947       | 1971    | Raymond Janot  |           |         |
| 1971       | 1974    | Pierre Corday  |           |         |
| 1974       | 1989    | Pierre Grellet |           |         |
| 1989       | 1995    | André Mathé    |           |         |
| 1995       | 2003    | Jacques Selmer |           |         |
| 2003       |         | Anne Bouchet   |           |         |
| avant 2013 |         | Jacques Dautun |           |         |

## Démographie
Ses habitants sont appelés les Serbonnois. Avec une densité de 56,9 habitants par km2 en 2010, Serbonnes a connu une nette hausse de 24,4 % de sa population par rapport à 1999 atteignant même en 2018 et 2021 les plus hauts niveaux de population depuis la Révolution et la mise en place des recensements.

L'évolution du nombre d'habitants est connue à travers les recensements de la population effectués dans la commune depuis 1793. Pour les communes de moins de 10 000 habitants, une enquête de recensement portant sur toute la population est réalisée tous les cinq ans, les populations de référence des années intermédiaires étant quant à elles estimées par interpolation ou extrapolation. Pour la commune, le premier recensement exhaustif entrant dans le cadre du nouveau dispositif a été réalisé en 2008.

En 2022, la commune comptait 693 habitants, en évolution de +15,5 % par rapport à 2016 (Yonne : −1,95 %, France hors Mayotte : +2,11 %).
| 1793 | 1800 | 1806 | 1821 | 1831 | 1836 | 1841 | 1846 | 1851 |
| ---- | ---- | ---- | ---- | ---- | ---- | ---- | ---- | ---- |
| 394  | 445  | 450  | 528  | 507  | 522  | 529  | 573  | 622  |

| 1856 | 1861 | 1866 | 1872 | 1876 | 1881 | 1886 | 1891 | 1896 |
| ---- | ---- | ---- | ---- | ---- | ---- | ---- | ---- | ---- |
| 612  | 585  | 550  | 540  | 475  | 472  | 499  | 498  | 460  |

| 1901 | 1906 | 1911 | 1921 | 1926 | 1931 | 1936 | 1946 | 1954 |
| ---- | ---- | ---- | ---- | ---- | ---- | ---- | ---- | ---- |
| 451  | 427  | 380  | 368  | 360  | 348  | 344  | 338  | 309  |

| 1962 | 1968 | 1975 | 1982 | 1990 | 1999 | 2006 | 2008 | 2013 |
| ---- | ---- | ---- | ---- | ---- | ---- | ---- | ---- | ---- |
| 278  | 282  | 269  | 273  | 383  | 454  | 520  | 538  | 588  |

| 2018 | 2022 | - | - | - | - | - | - | - |
| ---- | ---- | - | - | - | - | - | - | - |
| 653  | 693  | - | - | - | - | - | - | - |

## Culture locale et patrimoine

### Lieux et monuments
- Église Saint-Victor de Serbonnes, le chœur et le transept sont « inscrits » à l'inventaire des monuments historiques depuis le 30 mars 1926[22]

### Personnalités liées à la commune

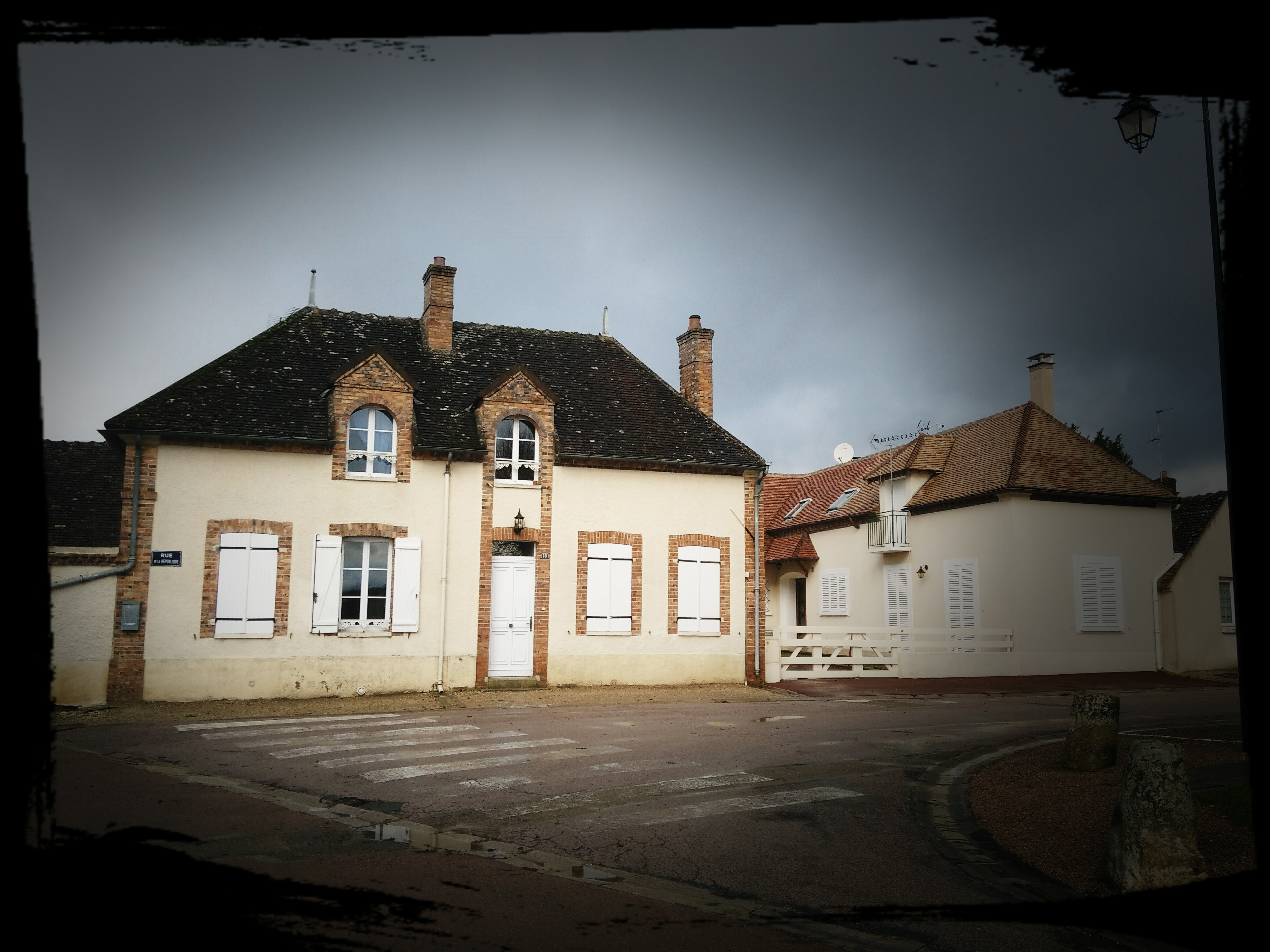
Maison édifiée à l'emplacement de la maison natale de Jacques Clément

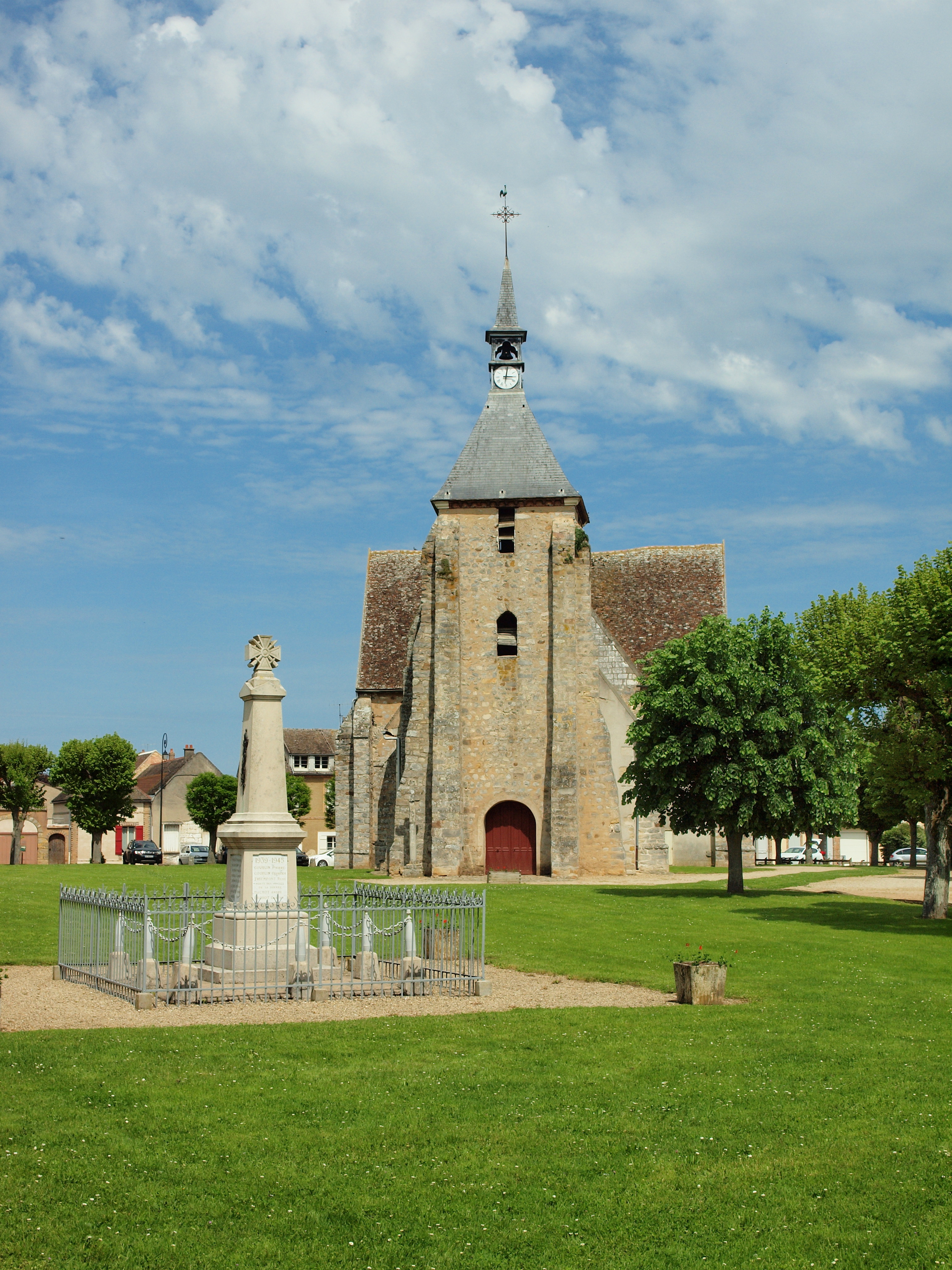
La place Catherine et Raymond Janot

- Jacques Clément (1567-1589), moine assassin régicide d'Henri III est né à Serbonnes, probablement fils d'un hôtelier du village. Sa famille a pu assister au massacre de la population de Courlon, village voisin, par l'armée protestante commandée par le prince de Condé.
- Louis-Édouard Pollet, alias Michel Corday, romancier français né en 1869, y meurt le 12 janvier 1937 dans sa demeure et se trouve enterré dans le bois du Faÿ.
- Raymond Janot (1917-2000), maire, corédacteur de la Constitution de la Ve République, est mort à Paris. Sa femme, Catherine de Brunel de Serbonnes (1917-2009)[23], membre active de la Résistance[24] au sein des réseaux Comète et Vélite-Thermopyles[25],[26], puis du réseau Bourgogne de Georges Broussine[27], est née à Saumur. Le couple partageait son temps entre son domaine du Petit Varennes à Serbonnes et son domicile parisien. La place entourant l'église et le monument aux morts du village, tout comme un lycée de la ville de Sens portent, en leur hommage, le nom de Catherine et Raymond Janot.